# نافورة التاج
نافورة التاج هي عمل تفاعلي من الفن الجماهيرى وفيديو النحت في حديقة الألفية التي تقع في اللوب الحي التجاري بشيكاغو. النافورة من تصميم الإسباني جاومي بلينسا ومن تنفيذ شركة كرويك اند ساكستون الهندسية، وافتتحت في يوليو 2004.
وتتألف النافورة من بركة عاكسة من الجرانيت الأسود وسط برجين من الطوب الزجاجي. يصل ارتفاع البرج الواحد إلى 50 قدم(15.2 متر)، وتعرض الفيديوهات الرقمية على الوجه الداخلى لكل برج باستخدام صمام ثنائي باعث للضوء (LED). كلف تصميم وتشييد نافورة التاج 17 مليون دولار. وطبقا لحالة الجو، تعمل المياه وتنفث من فوهة في الوجه الأمامى لكل برج لأسفل بشكل متتالى من شهر مايو إلى شهر أكتوبر.
لاقت النافورة استحسان كبير من قبل السكان والنقاد نظراً للسمات الفنية بالنافورة. تعكس النافورة أهم موضوعات المصمم جاومى بلينسا عن الثنائية أو الثنوية، الضوء والماء مع التوسع في استخدام تكنولوجيا الفيديو كما في أعماله السابقة.فأستخدام الماء في النافورة استخدام فريد من نوعه يختلف عن باقى النوافير بشيكاغو، حيث أنه يخلق تفاعل مادى بين الناس والماء. تلقى كلاً من الحديقة الألفية والنافورة إقبالاً هائل بسبب هذا التصميم الشامل.
وقد كانت نافورة التاج واحدة من أكثر الأشياء إثارة للجدل في الحديقة الألفية. فقبل البدء في بنائها، كان البعض متخوفاً من أن يشوه ارتفاع البناء السمة الجمالية للحديقة. وبعد التشييد، تم تثبيت كاميرات مراقبة أعلى النافورة مما أثار غضب شديد بين الجماهير أدى إلى إزالة الكاميرات فيما بعد.
غير أن النافورة قد اجتازت هذه المرحلة من البداية المثيرة للجدل لتصبح واحدة من معالم ثقافة البوب في شيكاغو. وقد أصبحت مقصد للمصورين ومكان شائع للتجمع. وفي حين أن بعض الفيديوهات المعروضة هي من المشهد العام للحديقة، فأن الاهتمام الأكبر يناله الفيديو المعروض للسكان المحليين؛ مما يجعل المئآت من سكان شيكاغو يتوجهون لزيارة النافورة أملاً في أن تظهر صورة احدهم على إحدى شاشات النافورة. النافورة هي مكان عام للعب وهي بمثابة مكان للهروب من حرارة الصيف، وتتيح للأطفال المرح واللعب في مياهها.

## الفكرة والتصميم

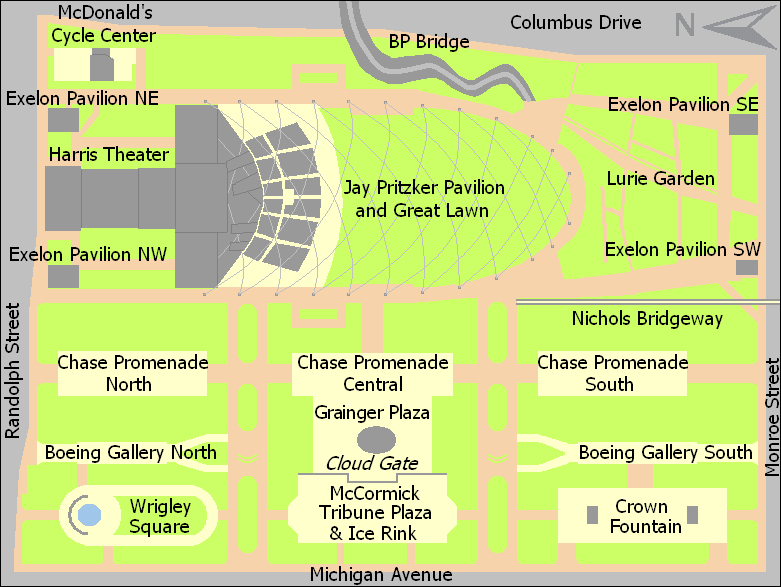
خريطة مصورة للحديقة الالفية

حديقة جرانت، تقع بين بحيرة ميشيغان والمنطقة التجارية المركزية والتي يطلق عليها «ساحة شيكاغو الامامية». وقد ظل الجانب الشمالى الغربى منها ساحات ومواقف للسيارات تابعه لمحطة إلينوي المركزية للسكك الحديدية حتى سنة 1997 عندما طرحت للتطوير من قبل المدينة لتصبح الحديقة الألفية. وفي سنة 1998 كانت فكرة الحديقة الألفية كتتويج لحديقة جرانت، للأحتفال بالذكرى الألفية ولتبرز ذوى الشهرة العالمية من مهندسين معماريين، فنانين، مهندسى الحدائق ومخططى المدن.و من عام 2007 اعتبرت مسارات الحديقة الألفية نيفي بير فقط كمصدر جذب للسياحة في شيكاغو. تقع النافورة في مركز شيكاغو: شرق جادة ميشيغان ومنطقة جادة ميشيغان التاريخية، وشمال شارع مونرو ومعهد الفن (شيكاغو)، وجنوب شارع ماديسون. وبالنظر شمالا من النافورة يستطيع المشاهدون رؤية بعض أطول المبانى في الولايات المتحدة (مركز آيون، برودنشال بلازا اثنين وبرودنشال بلازا واحد).

## اختيار الفنان
في سنة 1999، وافق ولي العهد ليستر وعائلته على أن يكونوا الرعاة لنافورة موسيقية في الحديقة الألفية. وعلى عكس رعاة اى ملمح آخر في الحديقة، تصرف ولى العهد بطريقة مستقلة عن مسئولى الحديقة الألفية؛ فقد أجروا دراسات استقصائية مستقلة عن تكنولوجيا استخدام المياه، وعقدوا مسابقة تصميم غير رسمية، وظلوا نشطاء في تصميم وهندسة المشروع. أولياء العهد كانو متفتحى الذهن فيما يتعلق بأختيار الفنان؛ أرادو عمل عصرى، التمسوا مقترحات عدد من الفنانين والمهندسين المعماريين المقترحين. بحث جاومى بلينسا تاريخ وتقاليد النوافير ودرس مذهب التأنيث في تصوير النافورة. بعض من أوائل افكاره للمشروع كانت مستوحاه من نافورة باكنغهام ولكنه سرعان ما تخلى عن هذه الافكار. وقد بدأ عرضه أمام عائلة ولي العهد بعرض مستمر لصور نوافير ترجع إلى عصور وسطى وحتى القرن العشرين. كان تركيز جاومى بلينسا على المعانى الفلسفية المتعلقة بالنوافير وتاريخها واستخدامها وفنونها. وتضمن عرضه تحريك حاسوبي لتعابير الوجة. وكانت مايا لين أحد المصممات التي وصلت إلى التصفيات النهائية في اختيار المصمم والتي قدمت ارتفاع أفقى منخفض للنافورة، بالأضافة إلى روبرت فينتوري والذي تضمن تصميمه ان يكون ارتفاع النافورة (150 قدم) 46 متر. في يناير عام 2000، فاز جاومى بلينسا على لين وروبرت بالتفويض لتصميم النافورة. الجهاز هو نحت تصويرى والمهمة هي ان تظل تعمل حتى ثلاثون عاما.

## التصميم الفني
فيما سبق نافورة التاج من أعمال، ظلت الثنائية أو الثنوية هي الموضوع الاساسى في جميع أعمال بلينسا، والذي قد قام بتطويره بحيث أصبح المشاهدين بالخارج والمواضيع المرئية داخل حاويات أو فراغات.و في التسعينات قام بالعديد من المنحوتات في الهواء الطلق حيث أختبر استخدام الضوء (نجمة داوود في ميدان راؤول والنبرغ بستوكهولمسنة 1998، وجسر الضوء في القدس سنة 1998)وتكنولوجيا LED والفيديو وتصميم الكومبيوتر (جرزين سيل والسيد نيت (1999-2000)). تحدى بلينسا نفسه كيف يشرك المشاهد في الفن العام مما ادى إلى تصوره لنافورة التاج. كان هدفه صنع نافورة تفاعلية ذات صلة أجتماعية للقرن الواحد والعشرين. وحيث كانت المياه هي العامل الأساسى في النافورة وحيث ان شيكاغو وخاصة الحديقة الألفية تتميز بواجهتها البحرية، أراد بلينسا أن يخلق قطعة فنية مائيه ليكمل إلهام الطبيعة المحلية. وحيث أن شتاء شيكاغو أكثر برودة كما هو المعتاد في مناخ شيكاغو، قام بلينسا بتصميم النافورة بحيث لا تكون خاملة في فصل الشتاء حيث لا يمكن أستخدام المياه في النافورة ولذلك فأن النافورة تعد تجربة في أستخدام عنصر الضوء وتكنولوجيا الفيديو.
وقد أختبر بلينسا الثنائية أو الثنوية في نافورة التاج بأختياره وجهان بشكل عشوائى يتحادثان مع بعضهما. يشعر بلينسا أنه باستخدام الوجوه يستطيع أن يقدم التنوع في العرق والسن الموجود بالمدينة. أراد الفنان أن يظهر التطور ثقافي-اجتماعي للمدينة عن طريق تحديث مجموعة من الصور. وهذا التصوير أصبح جزء من ثقافة البوب في المدينة؛ حيث كان هناك بعض اللقطات المميزة للنافورة في الحلقات الأولى من مسلسل بريزون بريك أو (الهروب من السجن).